# Ben Steneker
Ben Steneker (* 1935 in Heeg, Friesland, Niederlande) ist ein niederländischer Country-Sänger. Steneker gilt als der „Godfather of Dutch Country“.

## Leben
Stenekers Karriere begann 1957, als er mit Lydia and the Melody Strings erste Platten aufnahm. 1959 erreichte sein Song Send Me The Pillow Platz vier der niederländischen Charts. Es folgten  Fernsehauftritte und in den 1960er Jahren weitere Top-Ten-Platzierungen: Lonely River Rhine (1962), From A Jack To A King (1963) und Judy (1964). Nach ruhigeren Jahren gelang Steneker 1980 ein Comeback mit dem Album Hello Again. Er wurde auch in dem Mutterland des Country, den Vereinigten Staaten, bekannt und hatte dort Auftritte bei Festivals. 
Das Magazin Texas Proud zeichnete Steneker 1981 als Best Foreign Artist of the Year aus. 1994 wurde er als erster Europäer in die Mid America Hall of Fame aufgenommen, 1998 mit dem Lifetime Achievement Award der World Music Events USA geehrt. Es folgten 2000 der International Country Music Texas Hall of Fame Award und die Aufnahme in die Dutch Country Hall of Fame. Im selben Jahr hielt sich Stenekers Album Route 65 vier Monate in den Top Ten  der niederländischen Country-Charts. Hier war Ben Steneker erstmals im Duett mit seiner Tochter Carmen Steneker  zu hören. Ben und Carmen Steneker hatten einen Hit mit Juanita is Waiting. Auch mit Nueva Rosita schaffte Ben Steneker es 2004 in die niederländischen Country-Charts (Platz 29).
Anfang der 1960er Jahre heiratete Ben Steneker Irene Eising. Die beiden betrieben während der ersten Zeit ihrer Ehe einen Country-Club in Haaksbergen.
| Personendaten    | Personendaten                   |
| ---------------- | ------------------------------- |
| NAME             | Steneker, Ben                   |
| KURZBESCHREIBUNG | niederländischer Country-Sänger |
| GEBURTSDATUM     | 1935                            |
| GEBURTSORT       | Heeg, Friesland, Niederlande    |